# شهرستان راسک (ایران)
شهرستان راسک یکی از شهرستان‌های استان سیستان و بلوچستان ایران است.این شهرستان پیش از جدا شدن بخش سرباز، به عنوان شهرستان سرباز شناخته می‌شد و پس از تفکیک راسک و سرباز از هم، همان نام راسک را به خود گرفت.

## موقعیت جغرافیایی
شهرستان راسک در جنوب استان سیستان و بلوچستان است؛این شهرستان از جنوب با شهرستان دشتیاری از شمال با شهرستان سرباز از شرق با پاکستان و از غرب با شهرستان قصرقند همسایه است.

## تقسیمات کشوری
شهرستان راسک دارای ۳ بخش ، ۶ دهستان و ۳ شهر به شرح زیر است:

### شهرستان راسک
| نام بخش | مرکز بخش | جمعیت بخش ۱۳۹۵ | نام دهستان       | مرکز دهستان | جمعیت دهستان ۱۳۹۵ | شهر   | جمعیت شهر ۱۳۹۵ |
| ------- | -------- | -------------- | ---------------- | ----------- | ----------------- | ----- | -------------- |
| مرکزی   | راسک     | ۲۹،۹۲۵ نفر     | جکیگور           | جکیگور      | ۱۲،۴۱۹ نفر        | راسک  | ۱۰،۱۱۵ نفر     |
| مرکزی   | راسک     | ۲۹،۹۲۵ نفر     | راسک و فیروزآباد | راسک        | ۷،۳۹۱ نفر         | راسک  | ۱۰،۱۱۵ نفر     |
| پارود   | پارود    | ۳۷،۷۲۷ نفر     | پارود            | پارود       | ۲۵،۲۱۴ نفر        | پارود | ۲،۹۹۷ نفر      |
| پارود   | پارود    | ۳۷،۷۲۷ نفر     | مورتان           | مورتان      | ۹،۵۱۶ نفر         | پارود | ۲،۹۹۷ نفر      |
| پیشین   | پیشین    | ۳۰،۲۳۲ نفر     | پیشین            | پیشین       | ۱۰،۱۰۲ نفر        | پیشین | ۱۶،۰۱۱ نفر     |
| پیشین   | پیشین    | ۳۰،۲۳۲ نفر     | زردبن            | زردبن       | ۴،۱۱۹ نفر         | پیشین | ۱۶،۰۱۱ نفر     |

## محصولات
شهر راسک مرکز این شهرستان با هوایی خنک بعضاً با بارندگی سیل‌آسا یا سرما در محدوده تفتان رو به رو است. کاشت و تولید انواع محصولات کشاورزی گرمسیری، نیمه‌گرمسیری و سردسیری چون موز، انبه، پاپایا، مرکبات، سیب، آلو، انار، زردآلو و انگور و غیره در این شهرستان امکان‌پذیر است. در دهه ۱۳۹۰ خورشیدی ۱۴۰۰ هکتار باغ انبه در سیستان و بلوچستان وجود دارد که ۴۰ درصد از این باغات در شهرستان راسک قرار گرفته‌است. بزرگ‌ترین باغ انبه ایران نیز به وسعت ۱۰۰ هکتار در بخش پیشین قرار دارد. از طریق نهالستان موجود در بخش «پیشین» نهال مورد نیاز چهار استان گرمسیری ایران تأمین می‌شود. استان‌های هرمزگان، بوشهر و کرمان نهال‌های انبه، چیکو، کنار و دیگر نهال‌های گرمسیری خاص را از راسک تهیه می‌کنند.
تنها زیستگاه تمساح ایرانی یا همان تمساح پوزه‌کوتاه در منطقه حفاظت‌شده‌ای به وسعت ۴۶۰ هزار هکتار در شهرستان‌های راسک و دشتیاری است. منطقه حفاظت شده «گاندو» (نام بومی تمساح پوزه‌کوتاه) در سال ۱۳۴۹ به تصویب رسیده‌است.

## جمعیت
جمعیت شهرستان راسک براساس سرشماری عمومی نفوس و مسکن در سال ۱۳۹۵ برابر با ۹۴٬۸۹۱ نفر بوده‌است.